# Petyr Mładenow
Petyr Toszew Mładenow (bułg. Петър Тошев Младенов; ur. 22 sierpnia 1936 w Toszewcim, zm. 31 maja 2000 w Sofii) – bułgarski działacz komunistyczny. Od 1971 do 1989 minister spraw zagranicznych Ludowej Republiki Bułgarii, a w latach 1977–1990 był członkiem biura politycznego KC BPK. Gdy kończył swoją działalność na stanowisku ministra spraw zagranicznych (1989), został we wrześniu tego roku sekretarzem generalnym KC BPK (do lutego 1990) i przewodniczącym Rady Państwa (do 3 kwietnia 1990), następnie prezydentem Bułgarii do lipca 1990.
Wieloletni członek Bułgarskiej Partii Komunistycznej i lider jej reformatorskiego skrzydła. Władzę w partii objął 10 listopada 1989 roku po dymisji ze stanowiska sekretarza faktycznego przywódcy Ludowej Republiki Bułgarii Todora Żiwkowa. 17 listopada został prezydentem republiki. Jako głowa państwa prowadził liberalną politykę otwartą na dialog z opozycją. 15 grudnia tego samego roku ogłosił amnestię wobec więźniów politycznych a 29 grudnia cofnął przepisy represjonujące mniejszość turecką. Na początku roku rozpoczął dialog z opozycją skupioną w koalicji Związek Sił Demokratycznych. 15 stycznia partia komunistyczna zdecydowała o zniesieniu z konstytucji zapisu o przewodniej roli partii a w kolejnym miesiącu w ramach liberalizacji gospodarki pozwolono na prowadzenie prywatnej gospodarki rolnej. W kwietniu 1990 roku z jego inicjatywy w miejsce partii komunistycznej utworzona została centrolewicowa Bułgarska Partia Socjalistyczna. Mładenow poprowadził socjalistów do startu w wyborach do Wielkiego Zgromadzenia Narodowego które okazały się dla postkomunistycznego ugrupowania sukcesem. Z urzędu prezydenta ustąpił jeszcze w lipcu tego samego roku rezygnując z aktywnego udziału w polityce.